# Lukas Lämmel
Lukas Lämmel (* 8. September 1997 in Berlin) ist ein deutscher Fußballspieler.

## Laufbahn
Lämmel durchlief ab 2007 alle Jugendmannschaften des 1. FC Union Berlin. Nachdem er bereits in der Saison 2015/16 zweimal im Profikader der Berliner gestanden hatte, unterschrieb Lämmel im Juli 2016 mit 18 Jahren seinen ersten Profivertrag beim Zweitligisten. Sein Profidebüt gab er am 21. Mai 2017, dem 34. Spieltag der Zweitliga-Saison 2016/17, als ihn Trainer Jens Keller beim Auswärtsspiel von Union bei der SpVgg Greuther Fürth in der 89. Minute für Damir Kreilach eingewechselte. Da Lämmel aber ansonsten nie zum Profikader gehörte, wurde der bis 2018 laufende Vertrag auf seinen Wunsch hin im August 2017 vorzeitig aufgelöst. Er verließ den Verein mit unbekanntem Ziel.
Anfang September 2017 absolvierte Lämmel ein Probetraining beim Regionalligisten 1. FC Saarbrücken.
Im Oktober 2017 folgte ein Probetraining beim Drittligisten VfR Aalen, der Lämmel daraufhin nach gut zweimonatiger Vereinslosigkeit verpflichtete. Sein erstes Drittligaspiel für Aalen absolvierte er nur gut zwei Stunden nach der Vertragsunterzeichnung am 28. Oktober 2017, als er im Spiel gegen den SV Werder Bremen II in der 46. Minute für Marcel Bär eingewechselt wurde. Im Dezember 2017 gab der VfR Aalen bekannt, dass der am Saisonende auslaufende Vertrag vorzeitig bis 2020 verlängert wurde.
Nachdem er mit Aalen am Ende der Saison 2018/19 aus der 3. Liga abgestiegen war, verließ er den Verein vorzeitig. Lämmel unterschrieb anschließend einen Vertrag beim Regionalligisten SSV Ulm 1846, konnte sich dort in der folgenden Saison 2019/20 jedoch nicht durchsetzen und kam in keinem Ligaspiel zum Einsatz. Nach der Saison verließ er die Ulmer daraufhin wieder und schloss sich im Sommer 2020 dem Berliner AK an. Im Juni 2022 unterschrieb er einen Zweijahresvertrag bis Sommer 2024 beim FC Carl Zeiss Jena. Anschließend ging er zur Saison 2024/25 ligaintern zum Greifswalder FC, mit dem er auf dem 6. Platz abschloss.

## Erfolge
- Sieger Landespokal Württemberg: 2020
- Sieger Thüringen: 2023, 2024